# PB-115

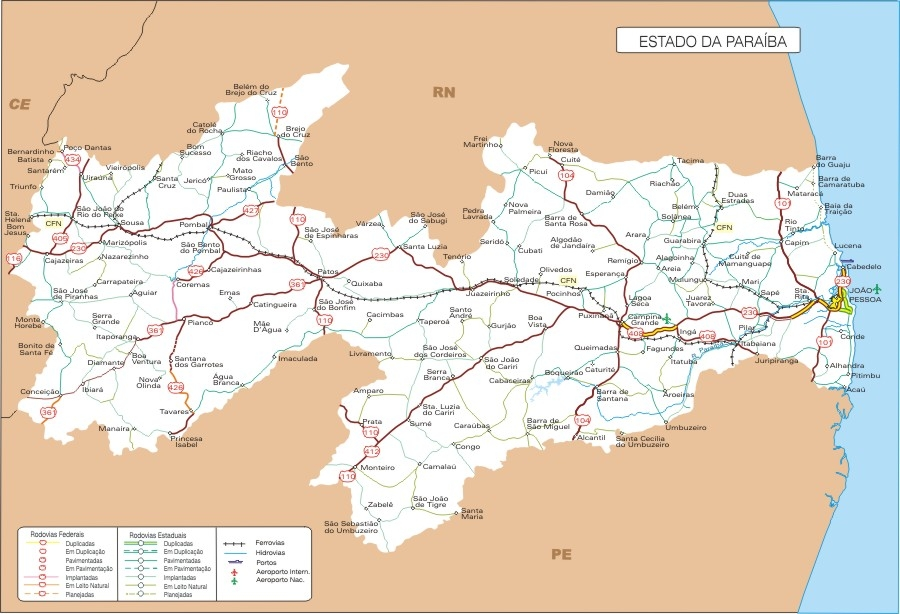
Mapa Rodoviário da Paraíba

A PB-115 é uma rodovia brasileira do estado da Paraíba com uma dimensão de 15,3Km. Através da Lei Estadual nº 7854, de 8 de novembro de 2005, o trecho que liga Montadas à Puxinanã, passou a ser denominado de Rodovia Antonio Veríssimo de Souza. 
A rodovia estadual liga a entrada da BR-230 a cidade de Puxinanã através do distrito campinense de São José de Mata em uma distância de 6,3 km, daquela até a cidade de Montadas em um trecho de 7,3 Km e de desta a entrada da PB-121 com uma distância de 1,7 Km.
Juntamente com a PB-121, a devida estrada também é conhecida como "estrada da batatinha", por ter sido durante anos a estrada pela qual transitavam as cargas rurais de produção de Batatinha-inglesa com destino a cidade de Campina Grande.